# Nairnshire

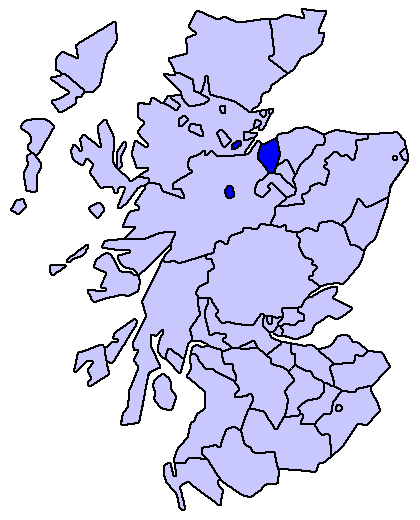
County of Nairn in blau hervorgehoben; die Exklaven in Morayshire werden wegen ihrer geringen Größe von der Karte nicht erfasst

Nairnshire, auch County of Nairn genannt (Schottisch-Gälisch: Siorrachd Inbhir Narann), war eine Grafschaft und ein statistischer Bezirk in den schottischen Highlands um die Stadt Nairn, die bis 1975 als Verwaltungsgrafschaft bestand. 1975 ging Nairnshire als Distrikt der Region Highland ein. Heute ist Nairnshire Teil der Council Area Highland.
Zur Grafschaft gehörten bis 1891 auch einige Exklaven in angrenzenden Grafschaften, die größte in Inverness-shire, die zweitgrößte in Ross-shire um die Siedlung Urquhart auf der Halbinsel Black Isle und weitere kleinere Gebiete in Morayshire. Insgesamt umfasste die Grafschaft eine Fläche von 518 km². Durch den Local Government Act von 1889 wurden die Exklaven Teil der sie umgebenden Grafschaften.